# Bjuv
Bjuv er en landsby i Skåne i det sydlige Sverige.
Bjuv er beliggende i Bjuvs kommun og Svalövs kommun i Skåne län. Den har et areal på 10 km2
og et befolkningstal på 11.209 (2023) indbyggere.